# Acolastus khnzoriani
Acolastus khnzoriani es un coleóptero de la familia Chrysomelidae.
Fue descrita científicamente por primera vez en 1976 por Lopatin.